# Christopher Gadsden
Christopher Gadsden (Charleston, 16 febbraio 1724 – Charleston, 15 settembre 1805) è stato un generale e politico statunitense.
Fu il principale promotore del movimento patriottico del suo Stato nel corso della rivoluzione americana. Partecipò come delegato al Congresso Continentale, e alla guerra d'indipendenza come generale di brigata. A lui si deve il disegno della Bandiera di Gadsden.

## Biografia

### Prima della Rivoluzione
Gadsden nacque a Charleston, nella Carolina del Sud. Suo padre, Thomas Gadsden, che aveva anche servito nella Royal Navy, era ispettore doganale al porto della città.
Dopo aver frequentato le scuole presso Bristol, nella Gran Bretagna, tornò nel 1740 in America, e lavorò come apprendista in un ufficio commerciale di Philadelphia, in Pennsylvania. L'anno seguente morirono i suoi genitori, e divenne erede di un cospicuo patrimonio. Nel 1745-46, seguendo le orme del padre, entrò nella Royal Navy e la servì nel corso della guerra di re Giorgio, come commissario di bordo. Fu anche attivo nei traffici mercantili del tempo, che gli fruttarono lauti guadagni, tali da permettergli di ritornare nella Carolina del Sud e ricomprare le terre perdute dal padre anni prima, al tavolo da gioco.
Stabilitosi a Charleston, divenne un ricco mercante, e costruì le banchine del porto, che portano ancor oggi il suo nome. Partecipò anche ad azioni militari contro gli indiani Cherokee, alla guida di una compagnia di milizia. Eletto alla Camera dei Comuni locale, iniziarono i suoi contatti con gli autocratici governatori britannici della colonia.
Nel 1765 l'assemblea lo nominò delegato allo Congresso sullo Stamp Act, tenutosi a New York per protestare contro l'omonima legge, che tassava tutte le carte stampate – finanche le carte da gioco – prodotte dalle colonie americane. In questa occasione, mentre suoi colleghi e compatrioti come Thomas Lynch e John Ruthledge parteciparono a comitati che redassero appelli alla Camera dei Comuni e dei Lords, Gadsden si rifiutò di farlo, ritenendo il Parlamento britannico non competente in materia. Diede invece un forte supporto al documento finale elaborato dal Congresso, recante lo stesso nome (ed in molti aspetti antesignana) della celebre dichiarazione dei Diritti del 1774; in questo modo si segnalò all'attenzione di Samuel Adams, col quale strinse amicizia ed ebbe una lunga corrispondenza, tanto da venire soprannominato “il Sam Adams del Sud”.

### Gli anni della Rivoluzione

#### Comandante militare
Tornato da New York, Gadsden fu uno dei fondatori e capi della sezione di Charleston dei Sons of Liberty; nel frattempo, continuò a far parte della locale milizia, arrivando al grado di tenente colonnello.
All'avvio della rivoluzione fu eletto ad entrambi i Congressi Continentali formatisi nel 1774-5, ma all'inizio del 1776 lasciò Philadelphia, divenendo comunque membro del congresso provinciale della Carolina del Sud, per assumere la guida del 1º reggimento del suo Stato, inquadrato nell'esercito continentale. Subito dopo, il Presidente della Carolina del Sud, John Rutledge, lo nominò generale di brigata e gli affidò il comando di tutte le forze militari dello Stato.

#### La difesa di Fort Moultrie
Siccome i britannici stavano preparando un attacco su Charleston, il maggior generale Charles Lee ordinò di abbandonare le posizioni periferiche, ma Rutledge e gli ufficiali locali non erano d'accordo. Il risultato fu un compromesso per il quale Gadsden si impegnò con uomini e mezzi nella costruzione di un ponte che avrebbe permesso la fuga ai difensori di Sullivan's Island, guidati da William Moultrie, nel caso la loro posizione non fosse sostenibile. I britannici come previsto attaccarono, ma furono respinti (28 giugno 1776); come premio, in settembre il Congresso Continentale nominò Gadsden generale di brigata nell'esercito continentale.

#### Vice Governatore della Carolina del Sud
Nel 1778, Gadsden era membro della Convenzione della Carolina del Sud, che elaborò la nuova costituzione dello Stato. Nello stesso anno, fu nominato Vice Governatore, in sostituzione di Henry Laurens che era impegnato nelle riunioni del Congresso Continentale, e tenne l'incarico per due anni. In realtà, il titolo attribuitogli per quasi tutto il suo mandato fu di “Vice Presidente della Carolina del Sud”, poi cambiato in quello definitivo – usato ancor oggi – con l'approvazione della nuova costituzione.

#### L'assedio di Charleston e la prigionia
Quando i britannici assediarono Charleston nel 1780, John Randolph, in qualità di presidente del consiglio, fuggì al Nord per costituire un governo in esilio nel caso della caduta della città; Gadsden ed il Governatore Lowndes invece rimasero a Charleston, che si arrese il 12 maggio dello stesso anno al generale sir Henry Clinton. In quell'occasione, Gadsden rappresentò il governo civile, e con gesto magnanimo gli fu permesso di stare nella sua casa di Charleston.
Il generale Cornwallis, succeduto a Clinton nel comando delle forze britanniche nel Sud, non fu altrettanto clemente ed il 27 agosto decise l'arresto di 20 ufficiali civili, fra cui lo stesso Gadsden. Essi furono dunque imprigionati e inviati in nave a Saint Augustine, in Florida; una volta arrivati, il Governatore britannico Patrick Tonyn offrì la liberazione della città in cambio della loro parola d'onore; molti accettarono, ma Gadsden rifiutò, sostenendo di non poter fare affidamento su un falso sistema, visto che i britannici avevano già violato un accordo.
Il risultato fu la sua solitaria prigionia in una segreta dell'antica fortezza spagnola detta Castillo de San Marcos, durata ben 42 settimane. Quando nel 1781 venne rilasciato, giunse a Philadelphia con una nave mercantile e qui venne a conoscenza della sconfitta subita dal subordinato di Cornwallis, Banastre Tarleton, a Cowpens, cui era seguita la definitiva liberazione della Carolina del Sud dal giogo britannico per la fuga di Cornwallis a Yorktown. Immediatamente dunque tornò nel suo Stato, per aiutare la riorganizzazione del governo civile locale.

#### Gli ultimi anni
Gadsden venne reintegrato nella Camera dei Rappresentanti della Carolina del Sud, e si incontrò con gli altri rappresentanti a Jacksonboro. In questa occasione, il governatore Randolph e il presidente de facto Rutledge si dimisero entrambi dai loro uffici. Gadsden fu eletto governatore, ma sentì di dover rifiutare. La sua salute era ancora compromessa dalla sua prigionia, ed era necessario un governatore attivo e in forze, dal momento che gli inglesi non avevano ancora rinunciato a Charleston. Così nel 1782, John Mathews divenne il nuovo governatore.
Gadsden era stato anche un membro della Convenzione di stato nel 1788 e votò per la ratifica della Costituzione degli Stati Uniti. Morì per una caduta accidentale il 28 agosto 1805 a Charleston, e venne sepolto lì, nel cimitero di St. Philip.
Gadsden si sposò tre volte ed ebbe quattro figli dalla sua seconda moglie. Il Gadsden Purchase in Arizona è stato intitolato come omaggio a suo nipote James Gadsden. Un altro nipote, Christopher E. Gadsden, fu il quarto vescovo episcopale della Carolina del Sud.